# 1935
Évszázadok: 19. század – 20. század – 21. század
Évtizedek: 1880-as évek – 1890-es évek – 1900-as évek – 1910-es évek – 1920-as évek – 1930-as évek – 1940-es évek – 1950-es évek – 1960-as évek – 1970-es évek – 1980-as évek
Évek: 1930 – 1931 – 1932 – 1933 –  1934 – 1935 – 1936 – 1937 – 1938 – 1939 – 1940

## Események

### Határozott dátumú események
- január 6. – Imrédy Béla távozik a pénzügyi tárca éléről, helyét Fabinyi Tihamér veszi át, mint kereskedelemügyi miniszter.[1]
- január 9. – Darányi Kálmán váltja Kállay Miklóst a földművelésügyi tárca élén.[1]
- január 13. – A Saar-vidéken megtartott népszavazáson a helyi választók 90,73%-a a Németországgal való egyesülést választja.[2]
- január 24. – Dimitrije Ljotić vezetésével Zbor (Združena borbena organizacija rada) elnevezéssel fasiszta párt alakul Szerbiában.[3]
- március 1. – A Saar-vidék – népszavazás útján – csatlakozik Németországhoz.
- március 2. – Horthy Miklós kormányzó fogadja Gömbös Gyula miniszterelnököt, aki benyújtja lemondását. (A kormányzó ismét Gömböst bízza meg az új kormány megalakításával, és kezébe adja a házfeloszlató legfelsőbb kéziratot, egyben elfogadja az új kormánylistát is.)[4]
- március 4. – Gömbös Gyula átalakítja kormányát.[4] (A kabinét korábbi összetételéhez képest csak két miniszteri poszton történik változás, a kereskedelemügyi és a belügyi tárca élén, Bornemisza Géza és Kozma Miklós személyében.)[1]
- március 16. – Németországban bevezetik az általános hadkötelezettséget, Hitler ezzel megszegi a versailles-i békeszerződés katonai cikkelyeit.[5]
- március 23. – Csehszlovákia és Szovjetunió fizetési és kereskedelmi megállapodást ír alá.[6]
- március 24. – A népligeti Lengyel sétányon felavatják a Lengyel Légionisták emlékművét, Pankotai Farkas Béla szobrát.
- április 4. – Angol-francia külügyminiszteri megbeszélések Prágában a német háborús előkészületekről.[6]
- április 23. – Lengyelországban elfogadják a demokratikus márciusi alkotmányt felváltó, új, ún. áprilisi alkotmányt. (Ez korlátozza a nemzetgyűlés és a szenátus szerepét, növeli a köztársasági elnök hatalmát, aki ezentúl tetteiért egyedül „Isten és a történelem előtt” felelős. Piłsudski hatalma a hadsereg erején nyugszik.)[7]
- április 30. – A szudétanémet front nevet változtat, új neve Szudétanémet Párt (Sudetendeutsche Partei – SdP).[6]
- május 2. Franciaország és a Szovjetunió kölcsönös segélynyújtási szerződést köt.[8]
- május 5.
  - Aláírják a csehszlovák-szovjet szövetségi szerződést. (A kölcsönös segítség kötelezettsége akkor lép életbe, ha a támadás áldozatának Franciaország is segítségére siet.)[6]
  - Jugoszláv parlamenti választások, amely a kormánypárt győzelmével zárul.[3]
- május 12. – A Pázmány Péter Tudományegyetem alapításának 300. évfordulóját ünnepli. Serédi Jusztinián bíboros, hercegprímás bevonulása a Pázmány Péter Tudományegyetem tercenáriumi ünnepségén

Serédi Jusztinián bíboros, hercegprímás bevonulása a Pázmány Péter Tudományegyetem tercenáriumi ünnepségén

- május 12. – Józef Piłsudski halála. (Utóda a hadsereg élén és gyakorlatilag az állam irányításában Eduard Rydz-Smigły tábornok, majd marsall.)[7]
- május 19. – A csehszlovákiai parlamenti választásokon a legtöbb szavazatot a Szudétanémet Párt szerzi meg (15,2%). A cseh pártok közül az agrárpárt a szavazatok 14,3%-át, a szociáldemokraták 12,6%-ot, a kommunisták 10,3%-ot szereznek. A magyar pártok kilenc mandátumhoz jutnak.[6]
- június 4. – Csehszlovákiában az agrárpárti Jan Malypetr alakít újra kormányt.[6]
- június 24. – Jugoszláviában az uralmi külsőségeiben Mussolinihez igazodó Milan Stojadinović alakít kormányt.[3]
- június 28. – A német törvényhozás elfogadja a birodalmi büntető törvénykönyv büntetőtörvény-kiegészítését, amely szeptember 1-jén lép életbe. (A kiegészítés alapvetően a férfiak közötti fajtalanságra helyezi a hangsúlyt.)[9]
- július 25. – Jugoszláv konkordátum a Vatikánnal.[3]
- augusztus 1. – A Kereskedelemügyi Minisztérium átalakításával létrejön a Kereskedelem- és Közlekedésügyi Minisztérium, valamint az Iparügyi Minisztérium. (Az iparügyi tárca élére a korábbi kereskedelemügyi miniszter, Bornemisza Géza került, azonban a kereskedelmi és közlekedésügyi tárca vezetésével is őt bízta meg Gömbös szeptember 2-áig, ideiglenesen.)[10][11]
- augusztus 30. – Megkezdődik a sztahanovista mozgalom.[12]
- szeptember 2. – Winchkler István kerül a kereskedelem- és közlekedésügyi tárca élére. (A minisztériumot Bornemisza Géza irányította mint iparügyi miniszter, ideiglenesen.)[10]
- szeptember 8. – A lengyel nemzetgyűlési választásokon a választásra jogosultak mindössze 46,5%-a vesz részt, sőt, a szavazatok egynegyede érvénytelen. (A győzelmet a Kormányt Támogató Pártonkívüliek Blokkja szerzi meg, mely a választások után feloszlik.)[7]
- szeptember 15. – A német parlament megszavazza az ún. „nürnbergi faji törvényeket”. (A német vér és a német becsület védelméért hozott törvény megtiltja a házasságkötést és a házasságon kívüli nemi kapcsolatot zsidók és nem zsidók között; míg az állampolgársági törvény kimondja, hogy csak német vagy rokon vérből származók lehetnek teljes jogú birodalmi állampolgár.)[13]
- október 3. – Olaszország megtámadja Etiópiát.
- november 5. – Milan Hodža vezetésével új csehszlovák kormány alakul.[14]
- november 14. – Németországban törvényben mondják ki, miszerint zsidó származású az, aki legalább három, tisztán zsidó nagyszülőtől származik; „keverék” pedig az, aki legalább két, tisztán zsidó nagyszülőtől származik és a törvény kibocsátásakor zsidó vallásközösséghez tartozott vagy zsidóval házasságban élt. (Így megalkották az „árja”, a „tiszta zsidó”, az „1.fokú keverék” és a „2.fokú keverék” kategóriákat.)[13]
- november 18. – Az árvízvédelmi telefonok újbóli összekötéséről, újabb vonalak építéséről köt egyezményt Magyarország és Románia.[15]
- december 8. – Nagy-Britannia a Földközi-tengerrel határos országoknak egy jegyzéket küld, amely nem provokált támadás esetén kölcsönös segítségnyújtási kötelezettségeket tartalmaz. (Az egyértelműen olaszellenes lépés kedvező visszhangra talált Törökországban, Görögországban és Jugoszláviában.)[16]
- december 14. – Tomáš Masaryk bejelenti lemondási szándékát és saját utódaként Edvard Benešt jelöli meg. (A bejelentést követően hivatalosan is lemond.)[14]
- december 18. – A csehszlovák nemzetgyűlésben – 340 szavazattal – Edvard Benešt választják köztársasági elnökké. (A magyar képviselők egy kivétellel szintén rászavaznak.)[14]
- december 31. – Németországban az állami hivatalokból eltávolítják a zsidó származásúakat.[13]

### Határozatlan dátumú események
- Megindul a közlekedés Moszkva első metróvonalán.

## Az év témái

### 1935 az irodalomban
- Jean Giraudoux: Trójában nem lesz háború[8]
- Juhász Gyula: Fiatalok, még itt vagyok című kötete
- Radnóti Miklós – Újhold
- Weöres Sándor: A kő és az ember (II. kötete)

### 1935 a sportban
- Az Újpest nyeri az NB1-et. Ez a klub negyedik bajnoki címe.

### 1935 a tudományban
- május 13. – Carl C. Magee szabadalmaztatja az első parkolóórát.[17]
- Megalakul francia matematikusokból a Bourbaki-csoport.

### 1935 a vasúti közlekedésben
- március 23. – A Szovjetunió eladja Japánnak a kínai-keleti vasút szovjet szakaszát.[12]

### 1935 a zenében
- április 8. – 5. vonósnégyes (Bartók) premierje Washingtonban[18]

## Születések
- január 7. – Valerij Nyikolajevics Kubaszov szovjet űrhajós († 2014)
- január 8. – Elvis Presley amerikai énekes († 1977)
- január 12. – Claudio Undari olasz (szicíliai) színész († 2008)
- január 13. – Medgyesi Mária Jászai Mari-díjas magyar színésznő, rendező
- január 20. – Balassa Sándor Kossuth-díjas magyar zeneszerző, a nemzet művésze († 2021)
- január 27. – Chochol Károly magyar fotográfus, fotóriporter († 2023)
- január 29. – Juhász-Nagy Pál magyar ökológus († 1993)
- január 31. – Óe Kenzaburó japán író, irodalmi Nobel-díjas († 2023)
- február 17. – Jan Bouzek cseh régészprofesszor, ókortörténész († 2020)
- március 20. – Kévés György Kossuth-díjas magyar építész, a nemzet művésze († 2024)
- március 23. – Kun Szilárd olimpiai ezüstérmes, Európa-bajnok magyar sportlövő († 1987)
- április 3. – Czeizel Endre magyar orvos-genetikus († 2015)
- április 3. – Melocco Miklós Kossuth-díjas magyar szobrászművész, a nemzet művésze
- április 15. – Venetianer Pál magyar biológus, az MTA tagja
- április 21. – Charles Grodin amerikai színész († 2021)
- április 27. – Őze Lajos Kossuth-díjas magyar színművész († 1984)
- május 2. – B. Nagy Pál olimpiai bajnok magyar vívó
- május 5. – Megyeri Lajos, magyar zeneszerző, zenepedagógus, karmester
- május 9.
  - Bertha Bulcsu magyar író, költő († 1997)
  - Csányi Vilmos Széchenyi-díjas magyar biológus, biokémikus, etológus, egyetemi tanár, a Magyar Tudományos Akadémia rendes tagja.
- május 16. – Ember Judit Balázs Béla-díjas magyar filmrendező, kiváló művész († 2007)
- május 21. – Karátson Gábor magyar festő, író, műfordító († 2015)
- május 23. – Zsuffa Ervin magyar mezőgazdász, környezetvédelmi és vízgazdálkodási miniszterhelyettes
- június 6. – Alföldy Géza magyar ókortörténész, az MTA külső tagja († 2011)
- június 12. – Finta József Kossuth-díjas magyar építés, a nemzet művésze († 2024)
- június 21. – Almási Ágnes világbajnok magyar asztaliteniszező († 2020)
- június 23. – Sári József magyar zeneszerző
- június 23. – Kárpáti György háromszoros olimpiai bajnok magyar vízilabdázó, a nemzet sportolója († 2020)
- július 1. – David Prowse, angol színész († 2020)
- július 11. – Vadim Petrovics Hetyman, ukrán közgazdász, bankár és politikus, 1992–1993 között az Ukrán Nemzeti Bank elnöke († 1998)
- július 17. – Donald Sutherland kétszeres Golden Globe-díjas kanadai színész († 2024)
- július 29. – Montágh Imre logopédus, tanár († 1986)
- július 31. – Antal Imre magyar zongoraművész, televíziós személyiség, színész, humorista († 2008)
- augusztus 3. – Török Ferenc kétszeres olimpiai bajnok magyar öttusázó
- augusztus 12. – John Cazale amerikai színész († 1978)
- augusztus 15. – Jim Dale angol színész, zeneszerző
- augusztus 17. – Szőke Katalin kétszeres olimpiai bajnok magyar úszó († 2017)
- augusztus 18. – Baráth Lajos magyar író († 2006)
- augusztus 18. – Papp Lajos Németországban élő magyar zeneszerző († 2019)
- augusztus 21. – Dégi István színész († 1992)
- augusztus 29.
  - Garai László kutató pszichológus, a Magyar Tudományos Akadémia doktora († 2019)
  - William Friedkin, Oscar-díjas amerikai filmrendező, forgatókönyvíró, producer († 2023)
- augusztus 30. – Vissy Károly magyar meteorológus († 2011)
- szeptember 1. – Ozava Szeidzsi japán karmester († 2024)
- szeptember 9. – Hajím Topól kétszeres Golden Globe-díjas izraeli színész († 2023)
- szeptember 11. – German Sztyepanovics Tyitov orosz űrhajós, a légierő vezérezredese († 2000)
- szeptember 20. – Aradszky László magyar táncdalénekes († 2017)
- szeptember 21. – Vekerdy Tamás magyar pszichológus, tanár († 2019)
- szeptember 29. – Jerry Lee Lewis amerikai énekes, zongorista, dalszövegíró, zeneszerző († 2022)
- október 1. – Julie Andrews többszörös Golden Globe-, és Emmy-, valamint BAFTA- és Oscar-díjas angol színésznő
- október 2. – Paul Goma román író († 2020)
- október 8. – Kasztori Rudolf szerbiai magyar agrármérnök, növényfiziológus, az MTA tagja
- október 9. – Melihate Ajeti koszovói színésznő († 2005)
- október 11. – Ferdinandy György József Attila-díjas magyar író, költő, irodalomtörténész († 2024)
- október 12. – Luciano Pavarotti olasz operaénekes († 2007)
- október 25.
  - Komlós Péter, kétszeres Kossuth-díjas magyar hegedűművész († 2017)
  - Spilák Ferenc magyar közgazdász, szakpolitikus († 2007)
- október 30. – Kristóf Ágota Kossuth-díjas magyar író († 2011)
- november 8. – Alain Delon francia színész († 2024)
- november 11. – Bibi Andersson svéd színésznő († 2019)
- november 14. – Huszejn jordán király († 1999)
- november 14. – Kampis Miklós Kossuth-díjas magyar építész, a nemzet művésze († 2020)
- november 15. – Pézsa Tibor olimpiai és világbajnok magyar vívó
- november 17. – Toni Sailer(wd) osztrák síbajnok, olimpiai bajnok, színész, slágerénekes († 2009)
- november 17. – Kertész Alíz olimpiai bajnok magyar tornász, edző
- november 20. – Makovecz Imre Kossuth-díjas magyar építész († 2011)
- november 23. – Törőcsik Mari háromszoros Kossuth-díjas magyar színművésznő, a nemzet színésze és a nemzet művésze († 2021)
- november 23. – Fejes László magyar Balázs Béla-díjas fotóriporter, fotóművész († 1985)
- november 23. – Vlagyiszlav Nyikolajevics Volkov szovjet űrhajós († 1971)
- november 24. – Gyurkó Henrik Jászai Mari-díjas magyar színész, bábjátékos
- november 30. – Woody Allen amerikai filmrendező
- december 2. – Turi-Kovács Béla ügyvéd, politikus, volt miniszter († 2023)
- december 2. – Nicolae Labiș román költő († 1956)
- december 6. – Bertók László Kossuth-díjas magyar író, költő († 2020)
- december 19. – Ranschburg Jenő magyar pszichológus († 2011)

## Halálozások
- január 14. – Gubányi Károly vasútmérnök, utazó, író (* 1867)
- február 19. – Csárics József, a Vendvidéken élő horvát plébános, aki részt vett a Szlovenszka krajina létrehozására tett tervezet létrehozásában (* 1866)
- március 16. – Aaron Nimzowitsch, orosz sakk-nagymester (* 1886)
- április 5. – Vecsey Ferenc, hegedűművész (* 1893)
- április 14. – Emmy Noether, német matematikusnő, a modern algebra egyik megalapozója (* 1882)
- május 12. – Józef Piłsudski lengyel tábornagy, a második Lengyel Köztársaság első államfője (* 1867)
- május 19. – Ecsedi István magyar etnográfus,  múzeum igazgató (* 1885)
- július 1. – Arthur Arz von Straussenburg, erdélyi szász származású magyar katonatiszt, császári és királyi vezérezredes (* 1857)
- július 12. – Alfred Dreyfus, francia katonatiszt, akit a Dreyfus-ügy tett híressé (* 1859)
- szeptember 19. – Konsztantyin Eduardovics Ciolkovszkij,  orosz rakétatudós, pedagógus, író (* 1857)
- szeptember 26. – Persa Iván katolikus pap és író (* 1861)
- szeptember 28. – W.K. Dickson, amerikai feltaláló, filmrendező (* 1860)
- november 25. – V. Ijaszu etióp császár, II. Menelik etióp császár unokája (* 1897)
- november 30. – Fernando Pessoa, portugál költő (* 1888)
- december 25. – Paul Bourget, francia író, kritikus (* 1852)
- december 30. – Tomcsányi János magyar műfordító, publicista, tanár (* 1873)

## Nobel-díjasok
- A Nobel-díjat a svéd Alfred Nobel alapította, 1901 óta adják át, melyet a Svéd Királyi Tudományos Akadémia ítél oda a tudomány, az irodalom és humanitárius területen kimagasló eredményt elért magánszemélyeknek, illetve intézményeknek.

| Fizikai            | James Chadwick                            |
| Kémiai             | Frédéric Joliot-Curie, Irène Joliot-Curie |
| Orvosi-fiziológiai | Hans Spemann                              |
| Irodalmi           | nem adták ki                              |
| Béke               | Carl von Ossietzky                        |